# تشارلز باري
تشارلز باري (بالإنجليزية: Charles Barry)‏ (و. 1795 – 1860 م) هو مهندس معماري بريطاني، ولد في لندن، كان عضوًا في الجمعية الملكية، والأكاديمية الملكية للفنون، توفي في لندن، عن عمر يناهز 65 عاماً، بسبب نوبة قلبية.

## أعمال بارزة
من أهم أعماله:
- قصر وستمنستر
  - بيغ بن.

## جوائز
حصل على جوائز منها:
- جائزة ريبا (1850)
- زميل في الجمعية الملكية

## روابط خارجية
- تشارلز باري على موقع الموسوعة البريطانية (الإنجليزية)